# Madonna van de eucharistie
De Madonna van de eucharistie (Italiaans: Madonna dell'eucaristia) is een schilderij van Sandro Botticelli uit de periode 1470-74. Het staat ook bekend als Madonna en kind met een engel (Engels: Virgin and Child with an Angel). Sinds 1899 maakt het deel uit van de collectie van het Isabella Stewart Gardner Museum in Boston.

## Voorstelling
Maria wordt zittend en driekwart naar voren gericht afgebeeld, met een delicate gelaatsuitdrukking. Ze draagt een blauw gewaad met gouden versiering over een rood onderkleed. Jezus rust in Maria's linkerarm en maakt met zijn rechterhand in een zegenend gebaar over een mand met tarwe en druiven die de engel aanbiedt. Deze glimlachende engel staat links en is gekleed in een fijn gedrapeerde stof, met een krans van donkere bladeren om zijn blonde krullen. De figuren zijn gegroepeerd voor een eenvoudige borstwering, met een landschap van glooiende heuvels en een kronkelende rivier zichtbaar in de achtergrond. Boven hun hoofden zweven nauwelijks zichtbare gouden aureolen.    
De tarwe en druiven verwijzen naar het brood en de wijn van de eucharistie, die het lichaam en bloed van Christus symboliseren. Het aantal aren (twaalf) verwijst mogelijk naar de apostelen bij het Laatste Avondmaal. Dat Maria een tarweaar vasthoudt, zou erop kunnen duiden dat ze het lot van haar kind accepteert. Mogelijk bevindt het drietal zich in een ommuurde tuin (hortus conclusus), een symbool van Maria's maagdelijkheid. De naar beneden gerichte blikken van alle figuren onderstrepen de contemplatieve aard van het schilderij. 
In de late vijftiende eeuw was er een enorme vraag naar schilderijen van de Maagd met Kind in Florence, met name voor huiselijk gebruik. Toen Botticelli rond 1470 zijn eigen atelier vestigde, maakte hij een serie werken met dit thema. Ze verraden nog de invloed van zijn leermeester Filippo Lippi, bijvoorbeeld diens Madonna met kind en twee engelen.    

## Herkomst
Het schilderij was in het bezit van de Romeinse familie Chigi. Op 24 juni 1899 kocht Isabella Stewart Gardner het schilderij van Prins Mario Chigi voor 70.000 dollar, mede op aanraden van Bernard Berenson, haar kunstadviseur. 
In een tijd van opkomende cultureel nationalisme in Italië, veroorzaak de verkoop een controverse, omdat het gezien werd als illegale export. Prins Chigi kreeg er een boete voor, hoewel hij later grotendeels werd vrijgesproken. Vanwege de publieke belangstelling werd het schilderij eerst tentoongesteld bij kunsthandel Colnaghi in Londen voordat het naar Boston werd verscheept.

## Afbeeldingen

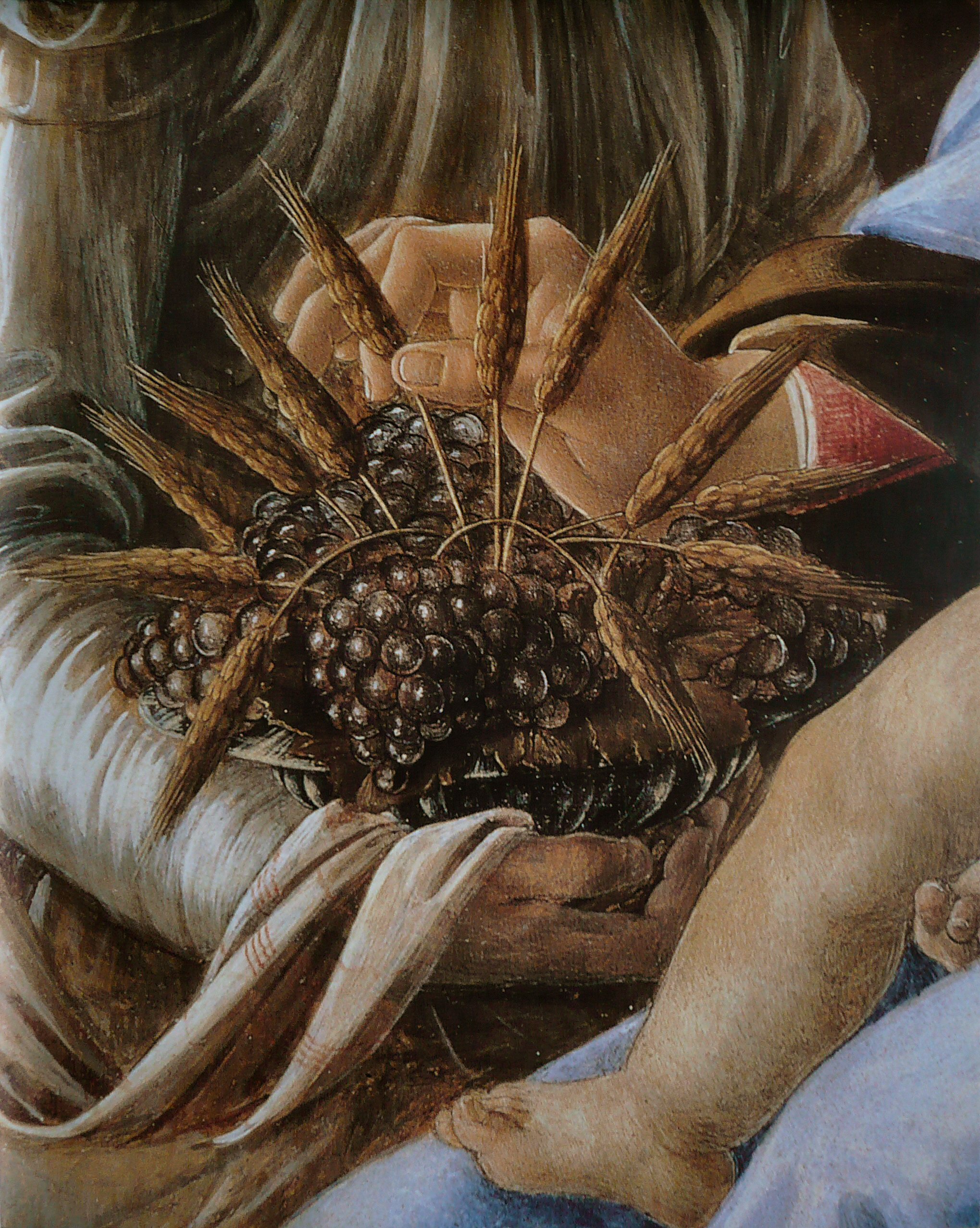
Detail
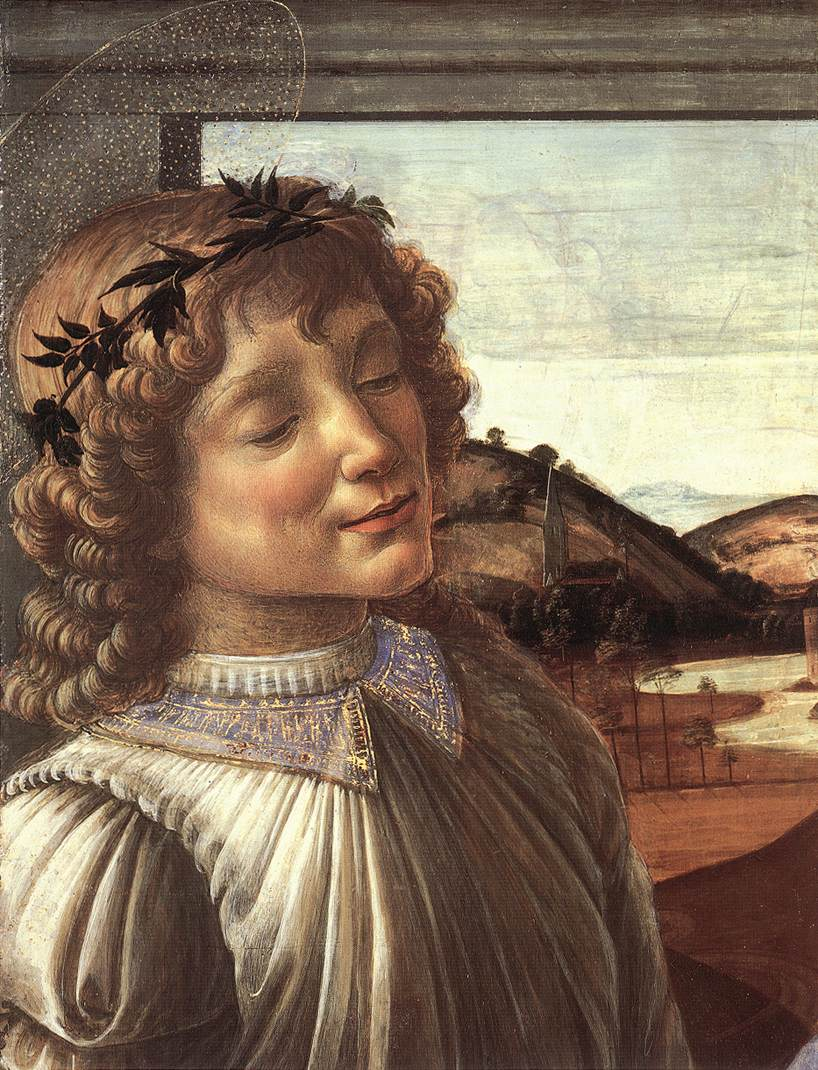
Detail
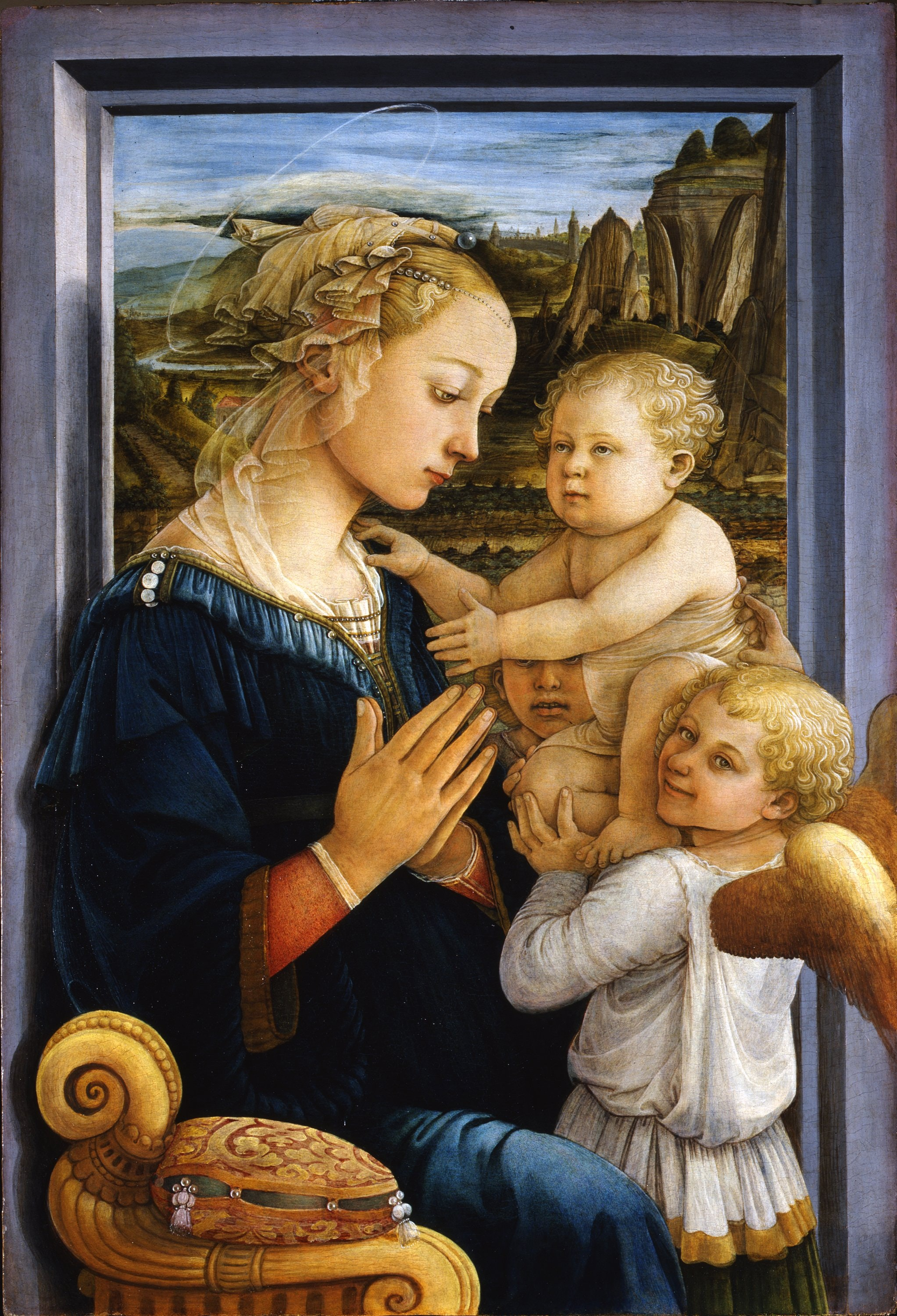
Madonna met kind en twee engelen - Filippo Lippi